# Бедар, Мириам
Мириа́м Беда́р (фр. Myriam Bédard; род. 22 декабря 1969, Лореттевилль, Квебек) — канадская биатлонистка, двукратная олимпийская чемпионка 1994 года, чемпионка мира 1993 года. Самая успешная представительница Канады в биатлоне за всю его историю. Единственная биатлонистка не из Европы (как среди женщин, так и мужчин), выигравшая олимпийское золото, и единственная женщина не из Европы, ставшая чемпионкой мира по биатлону.

## Биография
Бедар научилась стрелять в возрасте 14 лет, когда стала курсантом канадской армии. В 15 лет она приняла участие в своем первом соревновании по биатлону. В 18 лет она стала чемпионом Канады среди юниоров. . В 1987 году она стала чемпионкой мира среди юниорок в биатлоне. А 1989 году она дебютировала в кубке мира по биатлону. На первой своей Олимпиаде 1992 года в Альбервиле она завоевала бронзовую медаль в индивидуальной гонке, а через два года — стала одной из самых титулованных биатлонисток того времени, выиграв две золотые медали в олимпийском спринте и индивидуальной гонке. После этого она сделала небольшой перерыв в своей спортивной карьере, чтобы родить дочь от канадского биатлониста Жана Паке, которую они впоследствии назвали Мод. После возвращения в спорт Мириам Бедар уже не показывала тех результатов, которые были ранее. На Олимпийских играх 1998 года в Нагано лучшим её местом в индивидуальном соревновании было лишь 32 место в спринте. После окончания 18 зимних олимпийских игр Нагано 1998 года, завершила карьеру
В 2006 году Мириам Бедар оказалась в центре скандала. Её бывший муж Жан Паке обвинил Бедар в незаконном вывозе их общей дочери из Квебека. Мириам была задержана в американском штате Мэриленд, а позже — экстрадирована в Канаду. 20 сентября 2007 года она была признана виновной в похищении дочери.